# خرده‌کاغذ رنگی

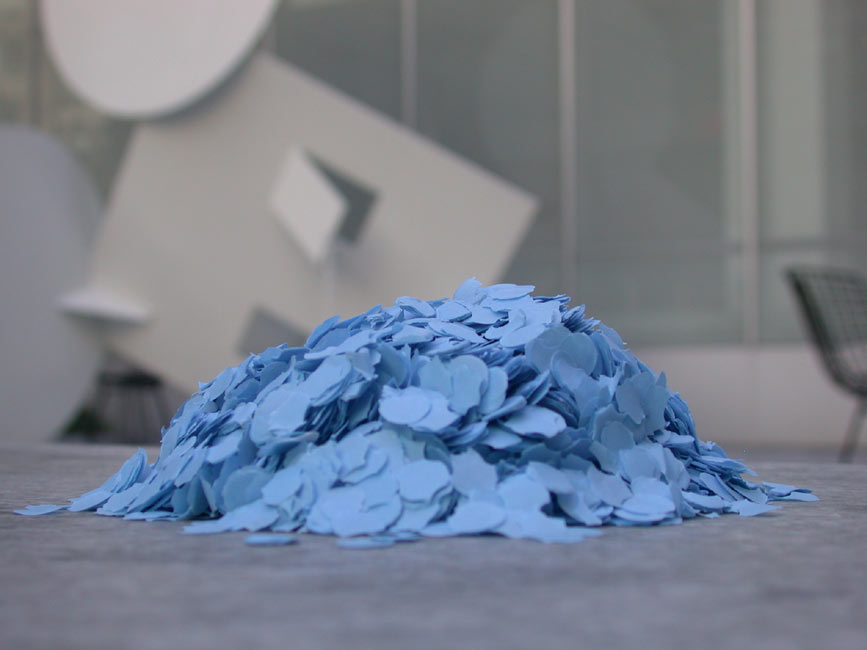
انبوهی از خرده‌کاغذ آبی.

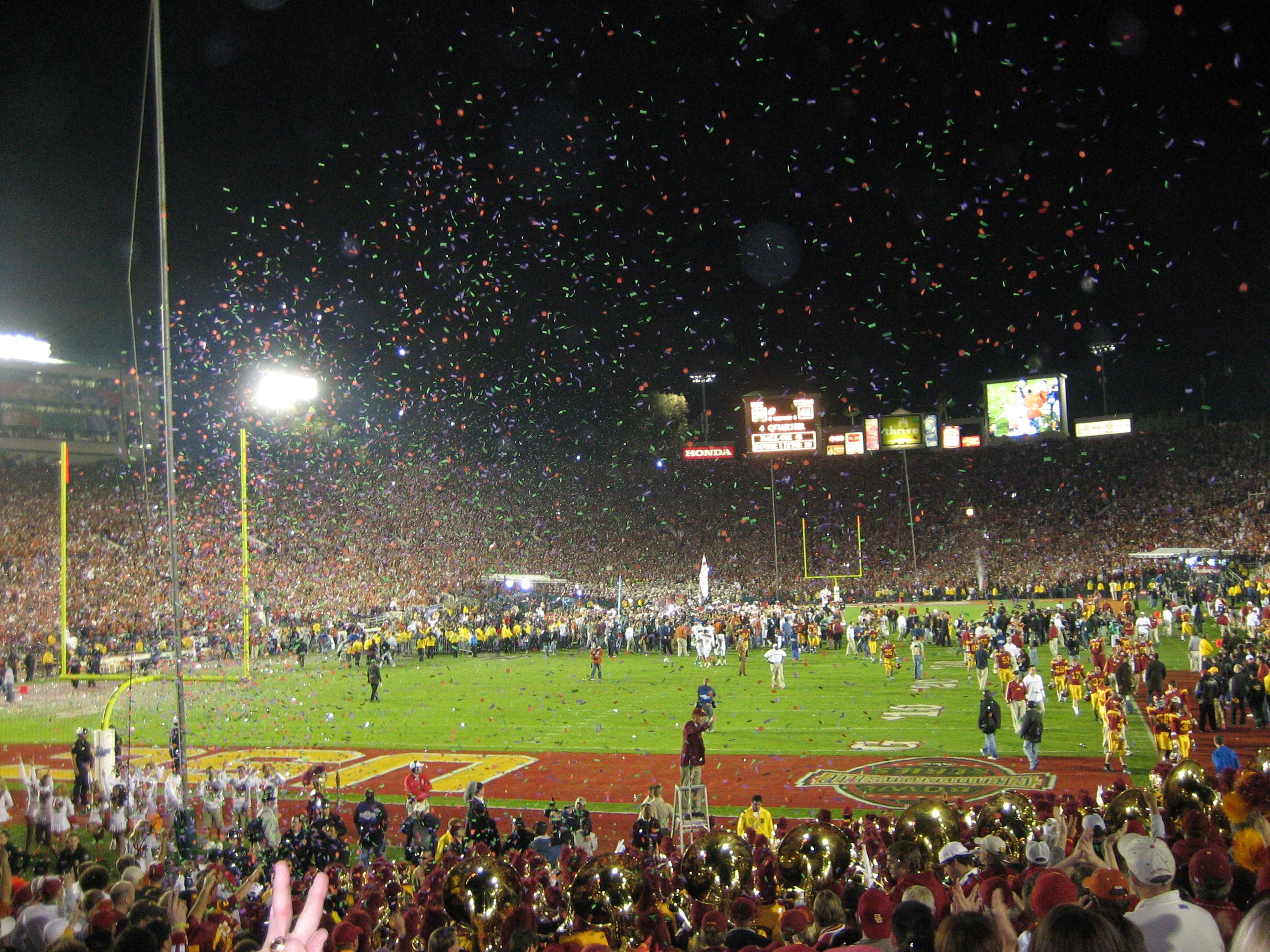
توپ خرده‌کاغذ در جشن پس از بازی رز کاسه در سال ۲۰۰۶ در زمین منفجر شد.

خرده‌کاغذ یا نقل‌ونبات یا کانفِتی تکه‌های کوچک یا نوارهای کاغذ، بوپت یا مواد فلزی هستند که معمولاً در جشن‌ها، به ویژه رژه‌ها و عروسی‌ها پرتاب می‌شوند. ریشه آن از لاتین confectum است، و confetti جمع ایتالیایی confetto، شیرینی کوچک. خرده‌کاغذ امروزی ریشه در آیین‌های نمادین پرتاب غلات و شیرینی‌ها در طول مناسبت‌های خاص دارد، سنتی درفرهنگ‌های متعدد در طول تاریخ به عنوان رسمی باستانی که قدمت آن به دوران بت‌پرستی بازمی‌گردد.

## جایگزین، گزینه‌ها

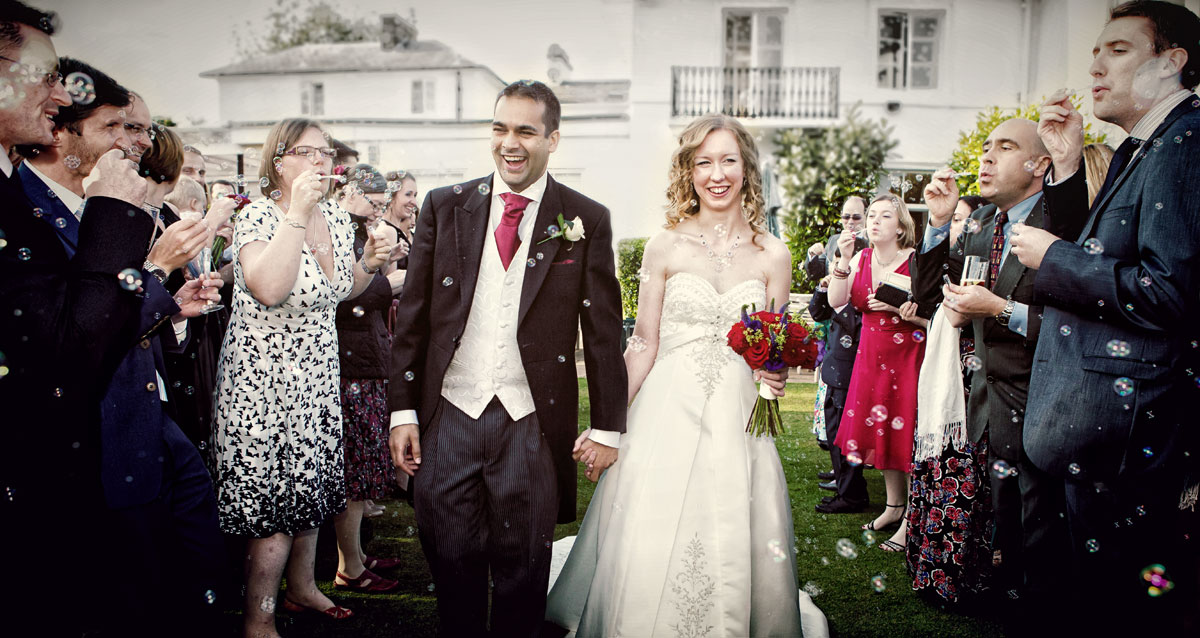
حباب به جای خرده‌کاغذ استفاده می‌شود

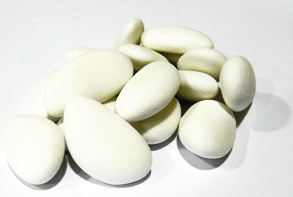
نقل‌ونبات ایتالیایی